# Middleby
The Middleby Corporation (NASDAQ: MIDD

) er en amerikansk producent af husholdningselektronik og madlavningsudstyr, der er er baseret i Elgin, Illinois. Deres produkter er både til detail, kommercielt og industrielt brug. 97 ud af de 100 største foodservicevirksomheder i USA og internationalt har madlavningsudstyr fra Middleby.
Virksomheden blev etableret af Joseph Middleby og John Marshall i Chicago i 1888 som en leverandør til bagerier. I 2018 havde de en årsomsætning på 2,7 mia. US $ og ca. 10.000 ansatte.

## Brands
De ejer talrige brands:
- Anets
- APW Wyott[4]
- Bakers Pride
- Beech
- BKI
- Blodgett
- Bloomfield
- Britannia
- Carter Hoffmann
- Celfrost
- Concordia
- CookTek
- Crown
- CTX
- Desmon
- Doyon
- Eswood
- EVO America
- Firex
- FriFri
- Follett
- Giga
- Globe
- Goldstein
- Holman
- Houno
- IMC
- Jade
- JoeTap
- Josper
- Lab2Fab
- Lang
- Lincat
- Magic Kitch'n
- Market Forge
- Marsal
- Marvel Scientific
- Middleby Marshall
- Nieco
- NuVu (or Nu-Vu)
- Perfect Fry
- Pitco
- Qualserv
- Southbend
- SS Brewtech
- Star
- Sveba Dahlen
- Taylor Company
- Toastmaster
- Turbochef
- U-Line Commercial
- Ultrafryer
- Varimixer
- Wells
- Wunder-Bar